# Сейфедин Чаби
Сейфедин Чаби (роден на 4 юли 1993 г.) е тунизийско / австрийски, футболист който играе за ШВ Рийд.
Започва кариерата си във ФК Ратиа Блудез През 2010 г. отива в ТШГ 1899 Хофенхайм. През 2013 г. отива в Аустрия Лустенау. За сезона 2016/2017 играе за ФК Санкт Гален.
|  | Тази страница частично или изцяло представлява превод на страницата Seifedin Chabbi в Уикипедия на немски. Оригиналният текст, както и този превод, са защитени от Лиценза „Криейтив Комънс – Признание – Споделяне на споделеното“, а за съдържание, създадено преди юни 2009 година – от Лиценза за свободна документация на ГНУ. Прегледайте историята на редакциите на оригиналната страница, както и на преводната страница, за да видите списъка на съавторите. ВАЖНО: Този шаблон се отнася единствено до авторските права върху съдържанието на статията. Добавянето му не отменя изискването да се посочват конкретни източници на твърденията, които да бъдат благонадеждни. |